# Okręg wyborczy Birmingham King’s Norton
Okręg wyborczy Birmingham King’s Norton powstał w 1918 r. i wysyłał do brytyjskiej Izby Gmin jednego deputowanego. Okręg obejmował część miasta Birmingham. Został zlikwidowany w 1955 r.

## Deputowani do brytyjskiej Izby Gmin z okręgu Birmingham King’s Norton
- 1918–1924: Herbert Austin, Partia Konserwatywna
- 1924–1929: Robert Dennison, Partia Pracy
- 1929–1935: Lionel Thomas, Partia Konserwatywna
- 1935–1941: Ronald Cartland, Partia Konserwatywna
- 1941–1945: Basil Peto, Partia Konserwatywna
- 1945–1950: Raymond Blackburn, Partia Pracy
- 1950–1955: Geoffrey William Lloyd, Partia Konserwatywna